# Macrobrachium indicum
Macrobrachium indicum är en kräftdjursart som beskrevs av Jayachandran och Joseph 1986. Macrobrachium indicum ingår i släktet Macrobrachium och familjen Palaemonidae. Inga underarter finns listade i Catalogue of Life.